# Antechinus subtropicus
Antechinus subtropicus é uma espécie de marsupial da família Dasyuridae.
- Nome Científico: Antechinus subtropicus (van Dick e Crowther, 2000)

## Características
É difícil distinguí-lo dos seus parentes próximos, mas suas características significativas incluem um focinho longo e estreito e uma cor geralmente meados de castanho. Mede cerca de 9–15 cm de comprimento a cauda de 6–10 cm de cor marrom e verde oliva, os machos pesam entre 52-67 gramas e as fêmeas de 24-32 gramas;

## Hábitos alimentares
Sua dieta inclui besouros, aranhas, anfipodes e baratas, embora seja um alimentador oportunista.

## Habitat
É limitado a floresta subtropical abaixo de 1000 m de altitude.

## Distribuição Geográfica
É encontrado ao sul de Gympie em Queensland ao extremo nordeste de Nova Gales do Sul;